# 大隅合同庁舎
大隅合同庁舎（おおすみごうどうちょうしゃ）とは、鹿児島県曽於市大隅町にある合同庁舎。国の行政施設。

## 沿革
- 2002年（平成14年）に竣工[1]。

## 入居機関
- 法務省 鹿児島地方法務局 曽於出張所[2]
- 国税庁 熊本国税局 大隅税務署[3]
- 鹿児島県 大隅地域振興局 県税課[4]